# Over
«Over» — другий сингл першого альбому американської поп-співачки Ліндсі Лоан — «Speak». Пісня написана Ліндсі Лоан, Карою ДіоГуарді і Джоном Шанксом, в США вийшла 25 квітня 2005.

## Музичне відео
Режисер — Джейк Нава. Відеокліп був знятий по сценарію фільму «Краса по-американськи», який виграв «1999 Academy Award».

## Список пісень
CD-сингл
1. «Over» 3:37
2. «Rumors» — 3:35
3. «Over» (Full Phatt Remix) — 3:36

Максі-сингл
1. «Over» — 3:36
2. «Over» (Full Phatt Remix) — 3:39
3. «To Know Your Name» — 3:19
4. «Over» (Video)

12" LP
Сторона A:
1. «Over» (Full Phatt Remix) — 3:36
2. «Over» (Full Phatt Remix Instrumental) — 3:36

Сторона B:
1. «Rumors» (Sharp Boys Club Gossiping Vocal Remix) — 7:24

## Чарти
Пісня провела на 1 місці 3 тижні у чарті «Billboard» Bubbling Under Hot 100.
Пісня «Over» не така популярна в США, як попередній сингл, «Rumors». Але вона стала доволі популярною в інших країнах, особливо в Ірландії. В Австралії сингл потрапив у 30 найкращих (27 місце). «Over» — перша пісня Ліндсей Лохан, яка потрапила в чарти Англії.
| Чарт                                          | Місце |
| --------------------------------------------- | ----- |
| Australian ARIA Singles Chart                 | 27    |
| Austrian Singles Top 75                       | 49    |
| Eurochart Hot 100 Singles                     | 76    |
| German Singles Chart                          | 40    |
| Irish Singles Chart                           | 19    |
| Swiss Singles Chart                           | 52    |
| UK Singles Chart                              | 27    |
| U.S. Billboard Bubbling Under Hot 100 Singles | 1     |
| U.S. Billboard Mainstream Top 40              | 39    |